# Vor dem Steintor
Die Straße Vor dem Steintor ist eine historische Straße in Bremen Stadtteil Östliche Vorstadt, Ortsteil Steintor. Sie führt in West-Ost-Richtung vom Ostertorsteinweg zur Hamburger Straße und Am Schwarzen Meer.
Sie gliedert sich in die Teilbereiche
- Vom Ostertorsteinweg bis zum Ziegenmarkt und
- vom Ziegenmarkt bis zur Hamburger Straße / Am Schwarzen Meer.

Die Querstraßen und Anschlussstraßen wurden benannt   u. a. (oft nach Städten) als Ostertorsteinweg, Am Dobben, Sielwall von 1861 nach dem dortigen Wesersiel, Fehrfeld, Linienstraße von 1861 nach der Form, Schmidtstraße von 1854 nach einem Bauunternehmer, Ritterstraße von 1868 nach einer früheren Ritterstatue, Römerstraße von 1868 nach den antiken Römern,
Helenenstraße nach dem Vornamen der Witwe, die den Verkauf ihres Grundstückes verweigerte, Ziegenmarkt, Wielandstraße von 1868 nach dem Dichter Christoph Martin Wieland, Friesenstraße von 1863 nach dem Stamm der Friesen, Grundstraße von 1866 (Grund = Baugrund), Brunnenstraße von 1854 nach einem früheren Brunnen, Berliner Straße von 1872, Mecklenburger Straße, Horner Straße die zum Ortsteil Horn führt, Im Ring von 1859 nach der Linienführung, Sophienstraße von 1873 nach dem Vornamen, Fesenfeld von 1869 nach einem Bauernhof, Lübecker Straße, Heidelberger Straße, Sankt-Jürgen-Straße von 1862 nach einer Gaststätte, Lüneburger Straße, Am Schwarzen Meer 1906 nach dem Gasthaus Zur Schwarzen Mähre (tor swarten Mähre) und/oder nach dem 1770 genannten Sumpfgebiet swates Meer sowie Hamburger Straße; ansonsten siehe beim Link zu den Straßen.

## Geschichte

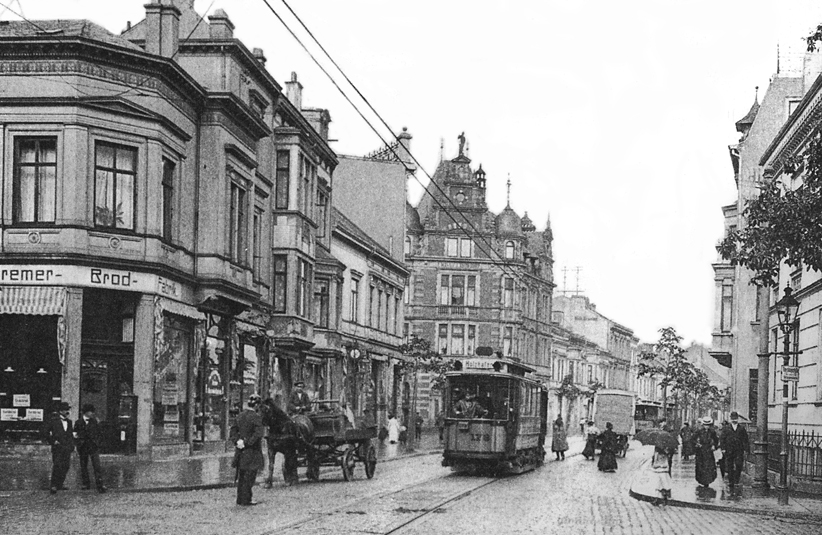
Vor dem Steintor um 1900 (Blick von der Sielwallkreuzung)

### Name
Die bereits vorhandene Heerstraße wurde 1704 Außerm Steintor, 1855 Steintorssteinstraße und 1870 Vor dem Steintor nach dem früheren Steintor am Dobben benannt.

### Entwicklung
Im Mittelalter führte ein Handelsweg von der Domburg in Bremen auf den Dünen entlang der Weser in Richtung Verden.
Die Aufhebung der Torsperre zur Bremer Altstadt und die rechtliche Gleichstellung der Vorstädter mit den Stadtbürgern in der Mitte des 19. Jahrhunderts, machte den Umzug in die Vorstädte attraktiver. Um 1854 bis 1872 entstanden die  Querstraßen. Es entstanden oft kleinere Häuser. In den Folgejahren wurden die ein- bis zweigeschossigen Giebelhäuser der alten Vorstadtbebauung eines nach dem anderen durch Traufenäuser im Stil des Historismus und der Gründerzeit ersetzt als nunmehr Wohn- und Geschäftshäuser.
1929 kam das erhaltene Kino Schauburg als erstes Filmtheater mit Ton in Bremen.

Im Zweiten Weltkrieg gehörte die Östliche Vorstadt zu den nur sehr gering durch Bombenangriffe zerstörten Stadtteilen. Nach dem Krieg entwickelte sich an den Straßen Vor dem Steintor und Ostertorsteinweg das Das Viertel, bestehend aus den Ortsteilen Ostertor und Steintor und bekannt als Kneipen-, Restaurant- und Bummelmeile mit vielen Läden, Fachgeschäfte und Spezialitätenhandlungen. Das Kulturzentrum Lagerhaus an der nahen Schildstraße entwickelte sich seit 1978.

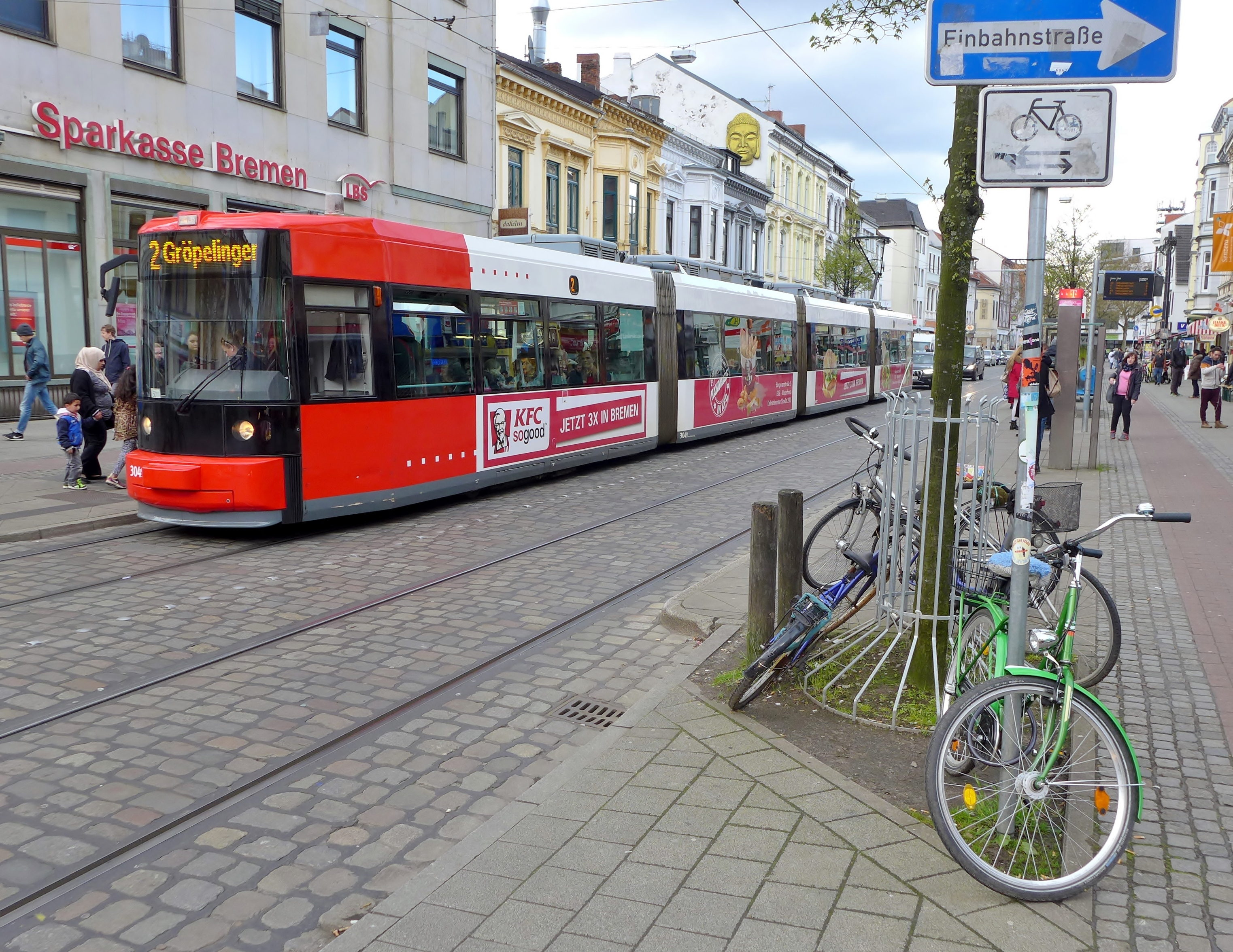
Straßenbahn Linie 2, vor Nr. 18–34

### Verkehr
1879 wurde eine Pferdebahnlinie von Hastedt nach Walle eröffnet und um 1900 elektrifiziert. 1881 kam die Ringbahn hinzu. 1908 erfolgte die Einführung von Liniennummern von 1 bis 8. 1920 wurde die neue Linie 12 bis zum Osterholzer Friedhof in Betrieb genommen, die bis 1952 bestand. Die Linie 10 stellte 1963 die Teilstrecke durch die St.-Jürgen-Straße ein und fuhr nun  1963 vom Steintor kommend wie die Linie 2 bis zur Haltestelle Bennigsenstraße danach über eine neugebaute eine eingleisige Strecke zur neuen Endstelle Georg-Bitter-Straße und zurück in Richtung Westen wie die Linie 3 über Hamburger Straße.
Die Straßenbahn Bremen durchfährt heute die Straße mit der Linie 2 (Gröpelingen – Sebaldsbrück), der Linie 3 (Gröpelingen – Weserwehr) und der Linie 10 (Gröpelingen – Hauptbahnhof – Sebaldsbrück).

## Gebäude und Anlagen

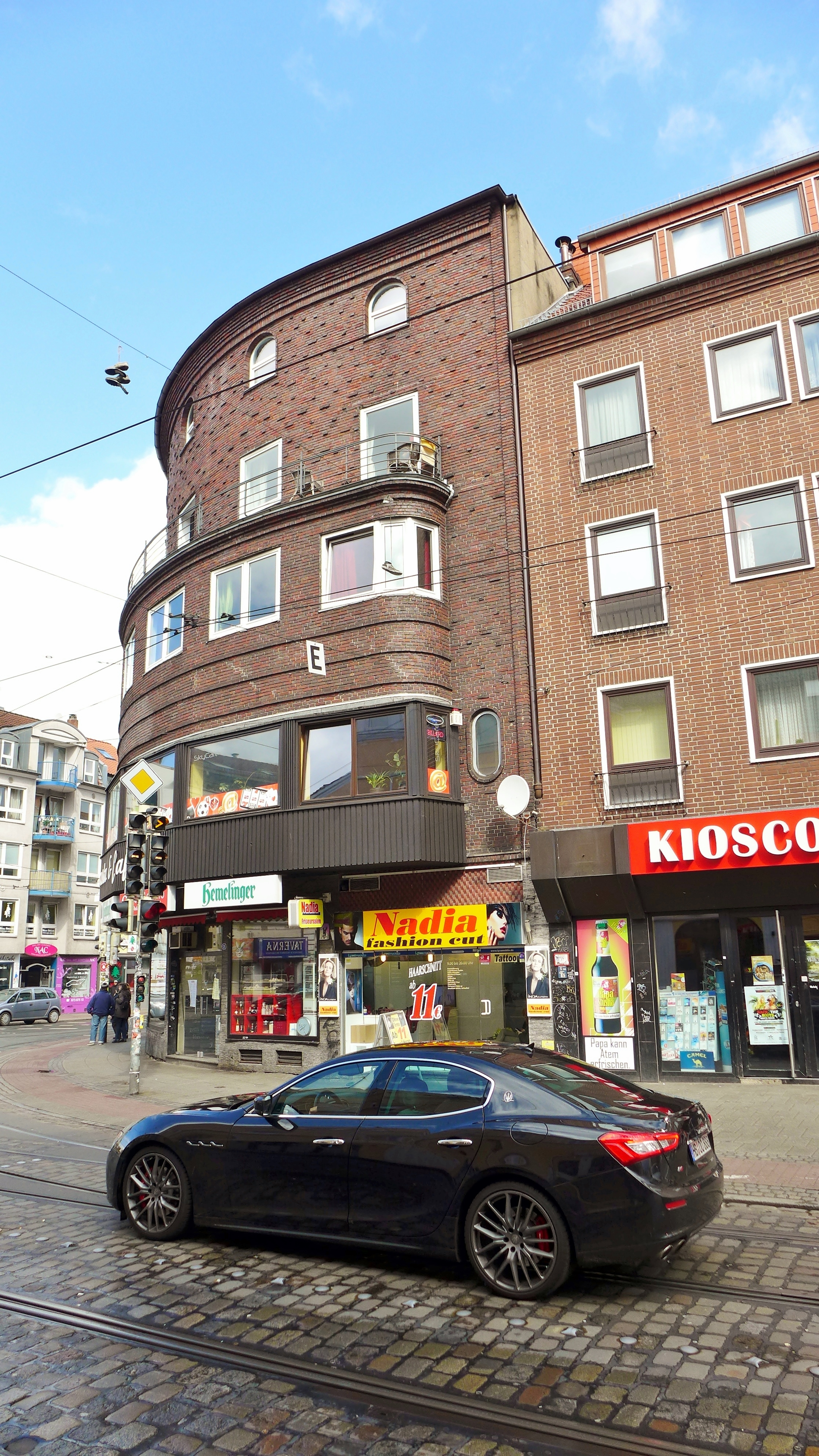
Nr. 2–8, Ecke Am Dobben

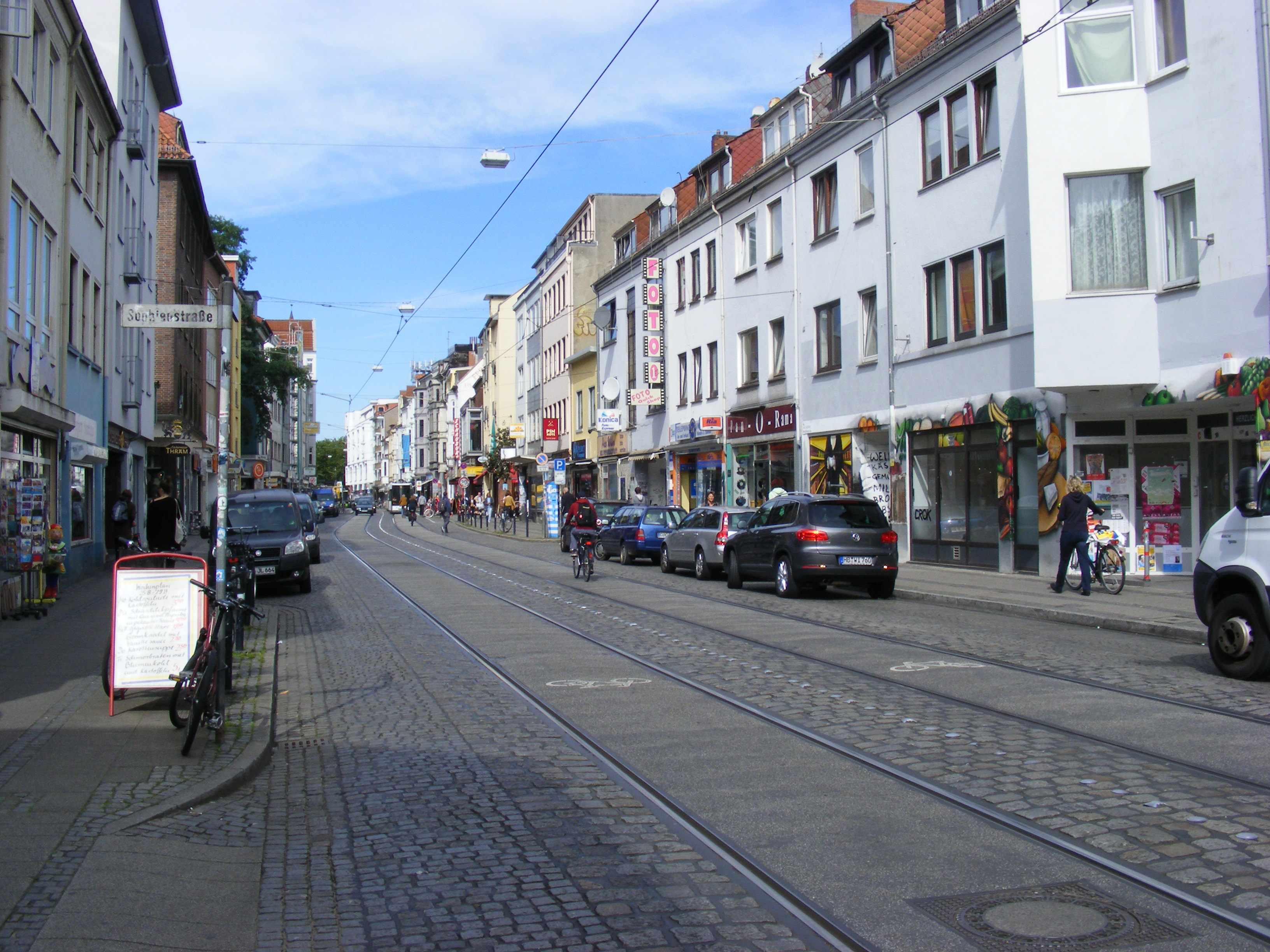
Vor dem Steintor: Blick von der Sophienstraße

In der Straße stehen überwiegend 3- bis 4-gesch. Gebäude.

An der Straße stehen keine denkmalgeschützten Häuser, jedoch an den Querstraßen Am Dobben (88–89, 114–118), Fehrfeld (5–22), Fesenfeld (86–104), Schmidtstraße 9, Sielwall 68 und St.-Jürgen-Straße.
Erwähnenswerte Gebäude und Anlagen
Nordseite
- Nr. 2/6: 5-gesch. verklinkertes Wohn- und Geschäftshaus der 1920er Jahre mit einem prägenden horizontalen Erker
- Nr. 18/22 Ecke Fehrfeld 2: 3-gesch. Geschäftshaus der Sparkasse Bremen - Filiale Steintor, von 1899 nach Plänen von Heinrich Johann Mänz mit dem prägenden Giebel, flankiert von zwei halbrunden turmartigen Erkern mit Glockenhauben und zwei seitlichen Giebelrisaliten; später stark überformt und verändert
- Nr. 24 bis 30: 2-gesch. verputzte Wohn- und Geschäftshäuser
- Nr. 32 bis 36: 3-gesch. verputzte Wohn- und Geschäftshäuser (u. a. Steintor-Presse im Medienhaven)
- Nr. 48 bis 52: 3-gesch. verputzte Wohn- und Geschäftshäuser
- Nr. 58: 3-gesch. verputztes Wohn- und Geschäftshaus
- Nr. 60/62: 2-gesch. Geschäftshaus mit Apotheke im Viertel
- Nr. 74/80: 5-gesch. neueres verputztes Wohn- und Geschäftshaus mit Einkaufsmarkt
- Nr. 88 und 90: 2- und 3-gesch. verflieste Wohn- und Geschäftshäuser mit Giebelrisaliten
- Nr. 98 bis 110: 3-gesch. verputzte Wohn- und Geschäftshäuser
- Nr. 114: 2-gesch. Kino Schauburg Bremen von 1929 als eines der von Joseph Ostwald erbauten älteren Tonfilmkinos mit damals 800 Plätzen der Bremer Kinos; seit 1982 Programmkino für die Filmkunst mit zwei Kinosälen.
- Nr. 156: 3-gesch. verputzte Wohn- und Geschäftshaus (Gaststätte Haifischbecken) mit reich verzierten Fensterumrandungen
- Nr. 170: 3-gesch. verputzte Wohn- und Geschäftshaus (Delikatessengeschäft) mit Erker
- Nr. 194 bis 196: 3-gesch. verputzte Wohn- und Geschäftshäuser

Südseite
- Nr. 1/3 Ecke Sielwall: 2-gesch.verputzte Wohn- und Geschäftshaus (Gaststätte) mit Giebel
- Nr. 7: 3-gesch. verputzte Wohn- und Geschäftshaus
- Nr. 11/13: 3-gesch. verputzte Wohn- und Geschäftshäuser
- Nr. 25 und 27: 3-gesch. verklinkerte Wohn- und Geschäftshäuser (Gaststätten)
- Nr. 31 bis 37: 3- bis 4-gesch. verputzte Wohn- und Geschäftshäuser
- Nr. 45 bis 49: 3-gesch. verputzte Wohn- und Geschäftshäuser
- Helenenstraße: Sie dient der Prostitution
- Nr. 75: 4-gesch. verputztes Wohn- und Geschäftshaus mit Erker, Giebelrisalit und Loggien
- Nr. 85 bis 196: 4-gesch. verfliestes Wohn- und Geschäftshäuser mit zwei Erkern
- Nr. 89: 3-gesch. verputztes Wohn- und Geschäftshaus mit Giebelrisalit und prägender Eckausbildung zur Brunnenstraße
- Nr. 155: 4-gesch. verklinkertes Wohn- und Geschäftshäuser mir Ecktürmchen
- Nr. 167 bis 189 Ecke Lüneburger Straße: 3-gesch. Wohn- und Geschäftshäuser
- Dreieckiger Verkehrsplatz mit modernem Kiosk und Haltepunkt der Linien 2, 10 und 3.

### Gedenktafeln
- Stolpersteine für die Opfer des Nationalsozialismus gemäß der Liste der Stolpersteine in Bremen:
  - Nr. 45 für Benno Schustermann (1885–1943), ermordet in Auschwitz.
  - Nr. 98 für Fritz Bickart (1900–1943), Irmgard Bickart (1910–1943), Peter-Arnold Bickart (1932–1943), Alle ermordet in Auschwitz.
  - Nr. 155 für Selma Beverstein (1884–1944), ermordet in Auschwitz.